# Agonalia
Agonalia eller Agonia var en helg i det antika Rom som inföll fyra gånger om året och firades på Roms samtliga sju kullar med offer. Romerska traditionen tillskriver dessa festligheter Roms andra kung Numa Pompilius.
- 9 januari och firade Janus
- 17 mars och firade Mars
- 11 maj och firade Veiove
- 11 december och firade Sole Indigete